# Idruro di berillio
L'idruro di berillio è un composto binario di formula BeH2.
Si presenta come un solido bianco amorfo. La struttura è polimerizzata come molti composti del berillio.
Può essere preparato per pirolisi di BeBu2 e per reazione tra:
- cloruro di berillio e idruro di litio;
- BeMe2 e tetraidroalluminato di litio;
- BeB2H8 e trifenilfosfina.